# Sindrome di Paget-Schroetter
La sindrome di Paget-Schroetter, nota anche come sindrome di Paget-von Schrötter, è una forma di trombosi venosa profonda degli arti superiori, una condizione medica in cui il sangue si coagula nelle vene profonde delle braccia. Ciò si verifica in genere nella vena ascellare o nella succlavia.

## Storia
La condizione prende il nome da due medici: James Paget che per primo propose l'idea che la trombosi venosa provocasse dolore e gonfiore agli arti superiori e Leopold von Schrötter che più tardi correlò la sindrome clinica alla trombosi delle vene ascellare e succlavia.

## Segni e sintomi
La condizione è relativamente rara. Si presenta di solito in pazienti giovani e in buona salute e si verifica più spesso nei maschi rispetto alle femmine. La sindrome è stata conosciuta, negli anni 1960, come "trombosi indotta da sforzo", per il fatto che veniva spesso riscontrata a seguito di un'attività faticosa. Tuttavia è stato poi dimostrato che può anche verificarsi spontaneamente. Può svilupparsi anche come sequela della sindrome dello stretto toracico superiore. La sindrome di Paget-Schroetter è stata una volta diagnosticata per un musicista di viola che improvvisamente aumentò di 10 volte il tempo dedicato alla pratica dello strumento, andando a creare una pressione abbastanza ripetitiva contro la vena brachiocefalica e giugulari esterne fino a causare trombosi.
I sintomi possono includere l'improvvisa comparsa di dolore, calore, rossore, cianosi e gonfiore al braccio. Questi trombi raramente causano embolia polmonare fatale.

## Trattamento
Il trattamento tradizionale per la trombosi dell'arto superiore è la stessa consigliata per quella dell'arto inferiore e comprende la somministrazione di un anticoagulante con eparina (generalmente eparina a basso peso molecolare) fino ad arrivare al warfarin.